# Portrait de Gertrude Stein
Portrait de Gertrude Stein est un tableau peint par Pablo Picasso en 1905-1906. Cette huile sur toile constitue un portrait de la collectionneuse d'art Gertrude Stein dans lequel les deux protagonistes, l'artiste et son modèle, s'investirent de longs mois. Elle est conservée au Metropolitan Museum of Art, à New York.

## Expositions
- Le Cubisme, Centre national d'art et de culture Georges-Pompidou, Paris, 2018-2019.